# Anastasija Pawluczenkowa
Anastasija Siergiejewna Pawluczenkowa, ros. Анастасия Сергеевна Павлюченкова (ur. 3 lipca 1991 w Samarze) – rosyjska tenisistka, finalistka French Open 2021 w grze pojedynczej, złota medalistka igrzysk olimpijskich z Tokio (2020) w grze mieszanej, medalistka Letniej Uniwersjady 2013, multimistrzyni juniorskich turniejów wielkoszlemowych – trzykrotnie wygrywała w singlu i pięciokrotnie w deblu; liderka klasyfikacji ITF do lat osiemnastu.

## Kariera tenisowa
W wieku sześciu lat Pawluczenkowa rozpoczęła treningi tenisowe pod okiem ojca, Siergieja. W marcu 2004 po raz pierwszy wystąpiła w juniorskim turnieju na terenie Mołdawii i od razu odniosła zwycięstwo. Dwa miesiące później przed własną publicznością w Samarze doszła do finału. W sierpniu przyjechała do Polski, ale w półfinale Mistrzostw Śląska uległa Agnieszce Radwańskiej. W finale prestiżowej imprezy w Polsce, Mera Cup, odegrała się jednak na siostrach Radwańskich, pokonując w decydującym meczu Urszulę.
Pawluczenkowa ostro weszła do czołówki światowej rywalizacji juniorskiej, wygrywając kolejne turnieje (Mistrzostwa Czech). Mając już ugruntowaną pozycję, w 2006 roku w Melbourne zdobyła swój pierwszy indywidualny tytuł wielkoszlemowy w kategorii do lat osiemnastu. W finale w trzech setach pokonała Dunkę Caroline Wozniacki. Wkrótce przegrała mistrzostwo Roland Garros z Radwańską. Na Wimbledonie sensacyjnie została pokonana w pierwszej rundzie, jednak na US Open znów była najlepsza. 31 grudnia została liderką klasyfikacji juniorskiej mieszanej.
W styczniu 2007 obroniła tytuł z Australian Open, pokonując w ostatnim meczu Madison Brengle. W kolejnych odsłonach Wielkiego Szlema nie wygrała, a w Londynie przegrała z Urszulą Radwańską. Rosjanka dominowała także w konkurencji gry podwójnej. W sezonie 2006 osiągnęła wszystkie cztery możliwe finały (z Sharon Fichman i Alisą Klejbanową), ale w Nowym Jorku nie zdołała postawić kropki nad i, brakującej do zdobycia klasycznego Wielkiego Szlema. W 2007 roku wygrała deblowy Wimbledon z Urszulą Radwańską, a także Australian Open w roku 2008, partnerując Kseniji Łykinie. Rok 2009 nie przyniósł rosyjskiej tenisistce zbyt wiele rozgłosu, jednak 2010 to pasmo sukcesów młodej gwiazdy, wygrała dwa turnieje WTA: Monterrey Open 2010 i Istanbul Cup 2010. Rok później obroniła tytuł wywalczony w Meksyku, a także doszła do wielkiego osiągnięcia jakim z pewnością jest dojście do ćwierćfinału French Open 2011.
W grudniu 2005 roku została tenisistką profesjonalną. W listopadzie startowała w kwalifikacjach do kobiecej imprezy Międzynarodowej Federacji Tenisowej w Pradze, ale nie przebrnęła przez nie. Została pokonana w drugiej rundzie przez Joannę Sakowicz. W maju 2006 odniosła pierwsze „dorosłe” zwycięstwo we włoskim Casale. W październiku otrzymała dziką kartę, uprawniającą do startu w Ladies Kremlin Cup w Moskwie. W swoim profesjonalnym debiucie uległa 3:6, 3:6 Nicole Vaidišovej.
W styczniu 2007 wzięła udział w kwalifikacjach do seniorskiego Australian Open. W decydującej fazie przegrała z Juliją Wakułenko. Organizatorzy dali jej możliwość startu na Wimbledonie. Trafiła jednak od razu na Danielę Hantuchovą i gładko jej uległa. W sezonie 2008 wystąpiła w eliminacjach do Wielkiego Szlema w Melbourne. Następnie wystartowała w kilku imprezach ITF, triumfując w Mińsku i Moskwie. W maju w parze z Soraną Cîrsteą zdobyła pierwszy profesjonalny tytuł rozgrywek WTA w marokańskim Fez.
Sezon 2009 rozpoczęła w Auckland, odpadając w drugiej rundzie. Później w Hobart zaliczyła trzeci ćwierćfinał w karierze. Podczas debiutanckiego występu w seniorskim Australian Open zarówno w singlu, jak i w deblu przegrała w pierwszej rundzie. Kolejnym turniejem, w którym zagrała był Open Gaz de France w Paryżu. Przegrała w drugiej rundzie z Jeleną Diemientjewą. Podczas imprezy w Indian Wells osiągnęła największy sukces – doszła do 1/2 finału. Po drodze pokonała po kolei: Martę Domachowską, Jelenę Janković, Karin Knapp, Nurię Llagosterę Vives i Agnieszkę Radwańską w ćwierćfinale. W kolejnym turnieju w USA, w Miami, przegrała w drugiej rundzie z późniejszą triumfatorką – Wiktoryją Azaranką.
W 2012 roku, w parze z Lucie Šafářovą, odniosła swoje trzecie zwycięstwo w deblu – na turnieju w Charleston. W finale pokonały one Anabel Medinę Garrigues oraz Jarosławę Szwiedową 5:7, 6:4, 10–6. W Waszyngtonie osiągnęła finał singla, w którym uległa Magdalénie Rybárikovej 6:1, 6:1.
W pierwszym turnieju sezonu 2013 w Brisbane zdołała awansować do finału, w którym uległa Serenie Williams wynikiem 2:6, 1:6. Podczas startu w Monterrey wygrała całe zawody, pokonując w finale Angelique Kerber 4:6, 6:2, 6:4. Zwyciężyła także w Oeiras, w finale pokonując Carlę Suárez Navarro w dwóch setach. W następnym tygodniu zwyciężyła w zawodach deblowych w Madrycie. Podczas letniej uniwersjady zdobyła dwa medale – złoty w grze podwójnej i srebrny w grze drużynowej.

## Historia występów wielkoszlemowych
Legenda
     W, wygrany turniej
     F, przegrana w finale
     SF, przegrana w półfinale
     QF, przegrana w ćwierćfinale
     xR, przegrana w x rundzie
     Qx, przegrana w x rundzie kwalifikacji
     A, brak startu
     NH, turniej nie odbył się

### Występy w grze pojedynczej
| Australian Open        | A   | Q3  | Q2 | 1R | 2R | 3R | 2R | 1R | 3R | 1R | 1R | QF | 2R | QF | QF | 1R | 3R  | 1R | 2R | QF | 0 / 17 | 26 – 17 |  |  |  |  |  |
| French Open            | A   | A   | 2R | 3R | 3R | QF | 3R | 2R | 2R | 1R | 3R | 2R | 2R | 1R | 2R | F  | A   | QF | 2R | 1R | 0 / 17 | 29 – 17 |  |  |  |  |  |
| Wimbledon              | A   | 1R  | 3R | 2R | 3R | 2R | 2R | 1R | 1R | 2R | QF | 1R | 1R | 1R | NH | 3R | A   | A  | 2R | QF | 0 / 16 | 19 – 16 |  |  |  |  |  |
| US Open                | A   | Q2  | 2R | 1R | 4R | QF | 2R | 3R | 2R | 2R | 3R | 1R | 1R | 2R | A  | 4R | A   | 2R | 3R |    | 0 / 15 | 22 – 15 |  |  |  |  |  |
|                        |     |     |    |    |    |    |    |    |    |    |    |    |    |    |    |    |     |    |    |    |        |         |  |  |  |  |  |
| Ranking na koniec roku | 402 | 281 | 45 | 41 | 21 | 16 | 36 | 26 | 25 | 28 | 28 | 15 | 42 | 30 | 38 | 11 | 367 | 59 | 30 |    | 0 / 65 | 96 – 65 |  |  |  |  |  |

### Występy w grze podwójnej
| Australian Open        | A   | A   | A  | 1R | 1R | 1R | 1R | QF | 1R | 3R | 3R | 3R | 1R | 1R  | A   | 1R  | A  | 3R | 2R  | A  | 0 / 14 | 12 – 13 |  |  |  |  |  |
| French Open            | A   | A   | A  | 3R | 1R | 2R | 1R | QF | 2R | 2R | A  | 3R | 2R | 1R  | 2R  | QF  | A  | A  | 1R  | 2R | 0 / 14 | 16 – 14 |  |  |  |  |  |
| Wimbledon              | A   | A   | A  | 2R | 3R | 1R | 1R | 1R | QF | 3R | A  | A  | 1R | A   | NH  | 1R  | A  | A  | A   | A  | 0 / 9  | 8 – 9   |  |  |  |  |  |
| US Open                | A   | A   | 1R | 1R | 2R | 2R | 1R | 3R | 2R | QF | A  | 3R | QF | 3R  | A   | A   | A  | 1R | 3R  |    | 0 / 13 | 17 – 13 |  |  |  |  |  |
|                        |     |     |    |    |    |    |    |    |    |    |    |    |    |     |     |     |    |    |     |    |        |         |  |  |  |  |  |
| Ranking na koniec roku | 209 | 194 | 85 | 83 | 76 | 61 | 60 | 21 | 33 | 27 | 98 | 51 | 55 | 112 | 103 | 105 | 84 | 82 | 101 |    | 0 / 50 | 53 – 49 |  |  |  |  |  |

### Występy w grze mieszanej
| Australian Open | A | A | A | A | A  | A | 1R | A | A | 1R | A | A | A | A  | A  | A  | A | A | A | A | 0 / 2 | 0 – 2 |  |  |  |  |  |
| French Open     | A | A | A | A | 1R | A | A  | A | A | 1R | A | A | A | A  | NH | A  | A | A | A | A | 0 / 2 | 0 – 2 |  |  |  |  |  |
| Wimbledon       | A | A | A | A | 1R | A | A  | A | A | A  | A | A | A | 1R | NH | 1R | A | A | A | A | 0 / 3 | 0 – 2 |  |  |  |  |  |
| US Open         | A | A | A | A | A  | A | A  | A | A | A  | A | A | A | A  | NH | A  | A | A | A |   | 0 / 0 | 0 – 0 |  |  |  |  |  |
|                 |   |   |   |   |    |   |    |   |   |    |   |   |   |    |    |    |   |   |   |   |       |       |  |  |  |  |  |
|                 |   |   |   |   |    |   |    |   |   |    |   |   |   |    |    |    |   |   |   |   | 0 / 7 | 0 – 6 |  |  |  |  |  |

## Finały turniejów WTA
| Legenda                     | Legenda |
| --------------------------- | ------- |
| Wielki Szlem                |         |
| Igrzyska olimpijskie        |         |
| WTA Tour Championships      |         |
| 1988 – 2008                 |         |
| Kategoria I                 |         |
| Kategoria II                |         |
| Kategoria III               |         |
| Kategoria IV                |         |
| Kategoria V                 |         |
| 2009 – 2020                 |         |
| WTA Premier Mandatory       |         |
| WTA Premier 5               |         |
| WTA Premier                 |         |
| WTA International Series    |         |
| WTA 125K series (2012–2020) |         |
| od 2021                     |         |
| WTA 1000 (obowiązkowe)      |         |
| WTA 1000 (nieobowiązkowe)   |         |
| WTA 500                     |         |
| WTA 250                     |         |
| WTA 125                     |         |

### Gra pojedyncza 21 (12–9)
| Końcowy wynik | Nr  | Data                 | Turniej     | Nawierzchnia  | Przeciwniczka        | Wynik finału           |
| ------------- | --- | -------------------- | ----------- | ------------- | -------------------- | ---------------------- |
| Zwyciężczyni  | 1.  | 7 marca 2010         | Monterrey   | Twarda        | Daniela Hantuchová   | 1:6, 6:1, 6:0          |
| Zwyciężczyni  | 2.  | 1 sierpnia 2010      | Stambuł     | Twarda        | Jelena Wiesnina      | 5:7, 7:5, 6:4          |
| Zwyciężczyni  | 3.  | 6 marca 2011         | Monterrey   | Twarda        | Jelena Janković      | 2:6, 6:2, 6:3          |
| Finalistka    | 1.  | 4 sierpnia 2012      | Waszyngton  | Twarda        | Magdaléna Rybáriková | 1:6, 1:6               |
| Finalistka    | 2.  | 5 stycznia 2013      | Brisbane    | Twarda        | Serena Williams      | 2:6, 1:6               |
| Zwyciężczyni  | 4.  | 7 kwietnia 2013      | Monterrey   | Twarda        | Angelique Kerber     | 4:6, 6:2, 6:4          |
| Zwyciężczyni  | 5.  | 4 maja 2013          | Oeiras      | Ceglana       | Carla Suárez Navarro | 7:5, 6:2               |
| Finalistka    | 3.  | 22 września 2013     | Seul        | Twarda        | Agnieszka Radwańska  | 7:6(6), 3:6, 4:6       |
| Zwyciężczyni  | 6.  | 2 lutego 2014        | Paryż       | Twarda (hala) | Sara Errani          | 3:6, 6:2, 6:3          |
| Zwyciężczyni  | 7.  | 19 października 2014 | Moskwa      | Twarda (hala) | Irina-Camelia Begu   | 6:4, 5:7, 6:1          |
| Finalistka    | 4.  | 9 sierpnia 2015      | Waszyngton  | Twarda        | Sloane Stephens      | 1:6, 2:6               |
| Zwyciężczyni  | 8.  | 18 października 2015 | Linz        | Twarda (hala) | Anna-Lena Friedsam   | 6:4, 6:3               |
| Finalistka    | 5.  | 24 października 2015 | Moskwa      | Twarda (hala) | Swietłana Kuzniecowa | 2:6, 1:6               |
| Zwyciężczyni  | 9.  | 9 kwietnia 2017      | Monterrey   | Twarda        | Angelique Kerber     | 6:4, 2:6, 6:1          |
| Zwyciężczyni  | 10. | 6 maja 2017          | Rabat       | Ceglana       | Francesca Schiavone  | 7:5, 7:5               |
| Finalistka    | 6.  | 24 września 2017     | Tokio       | Twarda        | Caroline Wozniacki   | 0:6, 5:7               |
| Zwyciężczyni  | 11. | 15 października 2017 | Hongkong    | Twarda        | Darja Gawriłowa      | 5:7, 6:3, 7:6(3)       |
| Zwyciężczyni  | 12. | 26 maja 2018         | Strasburg   | Ceglana       | Dominika Cibulková   | 6:7(5), 7:6(3), 7:6(6) |
| Finalistka    | 7.  | 22 września 2019     | Osaka       | Twarda        | Naomi Ōsaka          | 2:6, 3:6               |
| Finalistka    | 8.  | 20 października 2019 | Moskwa      | Twarda (hala) | Belinda Bencic       | 6:3, 1:6, 1:6          |
| Finalistka    | 9.  | 12 czerwca 2021      | French Open | Ceglana       | Barbora Krejčíková   | 1:6, 6:2, 4:6          |

### Gra podwójna 10 (6–4)
| Końcowy wynik | Nr | Data             | Turniej          | Nawierzchnia   | Partnerka               | Przeciwniczki                               | Wynik finału      |
| ------------- | -- | ---------------- | ---------------- | -------------- | ----------------------- | ------------------------------------------- | ----------------- |
| Zwyciężczyni  | 1. | 3 maja 2008      | Fez              | Ceglana        | Sorana Cîrstea          | Alisa Klejbanowa Jekatierina Makarowa       | 6:2, 6:2          |
| Finalistka    | 1. | 13 czerwca 2008  | Palermo          | Ceglana        | Ałła Kudriawcewa        | Sara Errani Nuria Llagostera Vives          | 6:2, 6:7(1), 4–10 |
| Zwyciężczyni  | 2. | 8 stycznia 2011  | Brisbane         | Twarda         | Alisa Klejbanowa        | Klaudia Jans-Ignacik Alicja Rosolska        | 6:3, 7:5          |
| Zwyciężczyni  | 3. | 8 kwietnia 2012  | Charleston       | Ceglana        | Lucie Šafářová          | Anabel Medina Garrigues Jarosława Szwiedowa | 5:7, 6:4, 10–6    |
| Zwyciężczyni  | 4. | 11 maja 2013     | Madryt           | Ceglana        | Lucie Šafářová          | Cara Black Marina Erakovic                  | 6:2, 6:4          |
| Finalistka    | 2. | 13 czerwca 2015  | ’s-Hertogenbosch | Trawiasta      | Jelena Janković         | Asia Muhammad Laura Siegemund               | 3:6, 5:7          |
| Zwyciężczyni  | 5. | 13 stycznia 2017 | Sydney           | Twarda         | Tímea Babos             | Sania Mirza Barbora Strýcová                | 6:4, 6:4          |
| Finalistka    | 3. | 28 kwietnia 2019 | Stuttgart        | Ceglana (hala) | Lucie Šafářová          | Mona Barthel Anna-Lena Friedsam             | 6:2, 3:6, 6–10    |
| Zwyciężczyni  | 6. | 15 maja 2022     | Rzym             | Ceglana        | Wieronika Kudiermietowa | Gabriela Dabrowski Giuliana Olmos           | 1:6, 6:4, 10–7    |
| Finalistka    | 4. | 14 stycznia 2023 | Adelaide         | Twarda         | Jelena Rybakina         | Luisa Stefani Taylor Townsend               | 5:7, 6:7(3)       |

### Gra mieszana 1 (1–0)
| Końcowy wynik | Nr | Data            | Turniej | Nawierzchnia | Partner        | Przeciwnicy                   | Wynik finału       |
| ------------- | -- | --------------- | ------- | ------------ | -------------- | ----------------------------- | ------------------ |
| Zwyciężczyni  | 1. | 1 sierpnia 2021 | Tokio   | Twarda       | Andriej Rublow | Jelena Wiesnina Asłan Karacew | 6:3, 6:7(5), 13–11 |

## Finały turniejów WTA 125

### Gra pojedyncza 1 (0–1)
| Końcowy wynik | Nr | Data          | Turniej       | Nawierzchnia | Przeciwniczka | Wynik finału |
| ------------- | -- | ------------- | ------------- | ------------ | ------------- | ------------ |
| Finalistka    | 1. | 16 lipca 2023 | Contrexéville | Ceglana      | Arantxa Rus   | 3:6, 3:6     |

## Występy w Turnieju Mistrzyń

### W grze pojedynczej
| Rok  | Rezultat                                                       | Przeciwniczka                                                  | Wynik                                                          |
| 2021 | zawodniczka rezerwowa (nie wystąpiła – zrezygnowała ze startu) | zawodniczka rezerwowa (nie wystąpiła – zrezygnowała ze startu) | zawodniczka rezerwowa (nie wystąpiła – zrezygnowała ze startu) |

## Występy w Turnieju WTA Tournament of Champions/WTA Elite Trophy

### W grze pojedynczej
| Rok  | Rezultat                              | Przeciwniczka                         | Wynik                                 |
| 2010 | Ćwierćfinał                           | Ana Ivanović                          | 0:6, 1:6                              |
| 2013 | Półfinał                              | Samantha Stosur                       | 1:6, 6:1, 3:6                         |
| 2017 | Faza grupowa                          | Angelique Kerber Ashleigh Barty       | 6:3, 3:6, 6:2 4:6, 1:6                |
| 2019 | Zawodniczka rezerwowa (nie wystąpiła) | Zawodniczka rezerwowa (nie wystąpiła) | Zawodniczka rezerwowa (nie wystąpiła) |

## Występy w igrzyskach olimpijskich

### Gra pojedyncza
| Runda                                                                                            | Przeciwniczka                  | Wynik         |
| ------------------------------------------------------------------------------------------------ | ------------------------------ | ------------- |
|                                                                                                  |                                |               |
| Letnie Igrzyska Olimpijskie w Rio de Janeiro 2016, reprezentując państwo Rosja [14]              |                                |               |
| I runda                                                                                          | Polska: Magda Linette          | 6:0, 6:3      |
| II runda                                                                                         | Portoryko: Mónica Puig         | 3:6, 2:6      |
|                                                                                                  |                                |               |
| Letnie Igrzyska Olimpijskie w Tokio 2020, reprezentując państwo Rosyjski Komitet Olimpijski [13] |                                |               |
| I runda                                                                                          | Włochy: Sara Errani            | 6:0, 6:1      |
| II runda                                                                                         | Niemcy: Anna-Lena Friedsam     | 6:1, 6:1      |
| III runda                                                                                        | Hiszpania: Sara Sorribes Tormo | 6:1, 6:3      |
| Ćwierćfinał                                                                                      | Szwajcaria: Belinda Bencic [9] | 0:6, 6:3, 3:6 |

### Gra mieszana
| Runda                                                                                       | Partner            | Przeciwnicy                                                  | Wynik              |
| ------------------------------------------------------------------------------------------- | ------------------ | ------------------------------------------------------------ | ------------------ |
|                                                                                             |                    |                                                              |                    |
| Letnie Igrzyska Olimpijskie w Tokio 2020, reprezentując państwo Rosyjski Komitet Olimpijski |                    |                                                              |                    |
| I runda                                                                                     | Andriej Rublow [4] | Chorwacja: Darija Jurak / Ivan Dodig                         | 5:7, 6:4, 11–9     |
| Ćwierćfinał                                                                                 | Andriej Rublow [4] | Japonia: Ena Shibahara / Ben McLachlan                       | 7:5, 6:7(0), 10–8  |
| Półfinał                                                                                    | Andriej Rublow [4] | Australia: Ashleigh Barty / John Peers                       | 5:7, 6:4, 13–11    |
| O złoty medal                                                                               | Andriej Rublow [4] | Rosyjski Komitet Olimpijski: Jelena Wiesnina / Asłan Karacew | 6:3, 6:7(5), 13–11 |

## Finały juniorskich turniejów wielkoszlemowych

### Gra pojedyncza (4)
| Końcowy wynik | Rok  | Turniej         | Nawierzchnia | Przeciwniczka       | Wynik finału  |
| Zwyciężczyni  | 2006 | Australian Open | Twarda       | Caroline Wozniacki  | 1:6, 6:2, 6:3 |
| Finalistka    | 2006 | French Open     | Ceglana      | Agnieszka Radwańska | 6:4, 6:1      |
| Zwyciężczyni  | 2006 | US Open         | Twarda       | Tamira Paszek       | 3:6, 6:4, 7:5 |
| Zwyciężczyni  | 2007 | Australian Open | Twarda       | Madison Brengle     | 7:6, 7:6      |

## Finały juniorskich turniejów wielkoszlemowych

### Gra podwójna (6)
| Końcowy wynik | Rok  | Turniej         | Nawierzchnia | Partnerka         | Przeciwniczki                            | Wynik finału     |
| Zwyciężczyni  | 2006 | Australian Open | Twarda       | Sharon Fichman    | Alizé Cornet Corinna Dentoni             | 6:2, 6:2         |
| Zwyciężczyni  | 2006 | French Open     | Ceglana      | Sharon Fichman    | Agnieszka Radwańska Caroline Wozniacki   | 6:7(4), 6:2, 6:1 |
| Zwyciężczyni  | 2006 | Wimbledon       | Trawiasta    | Alisa Klejbanowa  | Chrystyna Antonijczuk Alexandra Dulgheru | 6:1, 6:2         |
| Finalistka    | 2006 | US Open         | Twarda       | Sharon Fichman    | Mihaela Buzărnescu Raluca Olaru          | 5:7, 2:6         |
| Zwyciężczyni  | 2007 | Wimbledon       | Trawiasta    | Urszula Radwańska | Misaki Doi Kurumi Nara                   | 6:4, 2:6, 10–7   |
| Zwyciężczyni  | 2008 | Australian Open | Twarda       | Ksienija Łykina   | Elena Bogdan Misaki Doi                  | 6:0, 6:4         |